# Pelretes vivificus
Pelretes vivificus — викопний вид жуків родини катеретид (Kateretidae) з підряду всеїдних жуків (Polyphaga). Існував у пізній крейді (99 млн років тому). Виявлений у бірманському бурштині.

## Дослідження
Вид описаний у 2021 році вченими з Бристольського університету та Нанкінського інституту геології і палеонтології Китайської академії наук (NIGPAS). Вони вивчили скам'янілі фекалії жука, які складалися виключно з пилку. Деякі аспекти анатомії жука, такі як його волохате черевце, також є адаптаціями, пов'язаними з запиленням. Дослідники отримали переконливі докази того, що викопний жук Pelretes vivificus харчувався пилком та був запилювачем покритонасінних квіткових рослин.